# 진검승부
《진검승부》는 2022년 10월 5일부터 2022년 11월 10일까지 방송했던 KBS 2TV 수목 드라마였다.

## 프로그램 소개
부와 권력이 만든 성역 그리고 그 안에 살고 있는 악의 무리들까지 시원하게 깨부수는 불량 검사 액션 수사극

## 방송 시간
| 방송 채널 | 방송 기간                          | 방송 시간                                      | 방송 분량  |
| --------- | ---------------------------------- | ---------------------------------------------- | ---------- |
| KBS 2TV   | 2022년 10월 5일 ~ 2022년 11월 10일 | 매주 수요일 ~ 목요일 오후 9시 50분 ~ 오후 11시 | 1시간 10분 |

## 제작진

### 제작사
- 네오 엔터테인먼트
- 블라드 스튜디오

### 제작
- 이향봉
- 배익현
- 김용화
- 서호진

### 극본
- 임영빈 : JTBC 금토 드라마 《스케치》(보조 작가) 집필

### 연출
- 김성호 : 영화 《아이 더 아이》(감독, 각본, 촬영, 제작, 편집), 영화 《홈 비디오》(각본, 감독, 편집), 영화 《미아》(촬영, 편집), 영화 《거울 속으로》(각본, 감독), 영화 《눈 부신 하루》(공동 감독, 각본, PD, 제작, 편집), 영화 《검은 집》(각색), 영화 《판타스틱 자살소동》(감독, 각본), 영화 《미러》(원작자), 영화 《황금시대》(공동 감독), 영화 《영화, 한국을 만나다》(공동 감독), 영화 《그녀에게》(감독, 각본), 영화 《화이팅 패밀리》(각본, 감독, PD), 영화 《가족시네마》(공동 감독), 영화 《가족시네마 - 인 굿 컴퍼니》(감독), 영화 《무서운 이야기 2》(공동 감독), 영화 《개를 훔치는 완벽한 방법》(각본, 감독), 영화 《고경괴담 2》(감독), 영화 《엄마의 공책》(각색, 감독), 저서 《필름메이커의 눈》 - 영화적 화면 구성의 규칙 세우기 그리고 깨기(번역), 저서 《영화학개론》(공동 번역), 저서 《필름메이커의 렌즈》(번역), 저서 《극작의 기술》(번역), 넷플릭스 《무브 투 헤븐: 나는 유품정리사입니다》(연출) 연출
- 최연수

## 등장 인물
- (†) 표시는 드라마 상에서 최종적으로 사망한 인물이다.

### 주요 인물
- 도경수 : 진정 역 (아역 : 김하언) - 죽은 강우의 아들. 중앙지검 형사부 꼴통 불량을 검사한다.
- 이세희 : 신아라 역 - 중앙지검 형사부 선임검사
- 하준 : 오도환 역 - 중앙지검 형사부 검사, 정과 나이는 같지만 기수로는 선배인, 22살에 사법고시를 패스한 엘리트.

### 진정을 위한 사람들
- 김상호 : 박재경 역 - '공명정대한 세상과 사회정의 실현 2개가 국민의 민원봉사실'이라 쓰고 불량품 폐기실이라 읽는 곳, 일명 '폐기실'을 통해 실장님이 부활하게 된다.
- 이시언 : 고중도 역 - 용산 지하상가 맨 구석 컴퓨터 수리점을 허름하게 운영하고 있는데, 해킹 대회에 나가면 100명 중 49등 정도 하며 애매해지는 실력의 해커다.
- 주보영 : 백은지 역 - 전국구 조직 백곰파 회장 백곰을 위한 외동딸.
- 연준석 : 이철기 역 - 정(경수)을 위해 충성스러워지며 듬직해지는 검찰 수사관이다.

### 중앙지검 관련 사람들
- 김태우 : 김태호 역 - 중앙지검 형사부 부장검사, 중년의 우아함과 멋을 곁들인 신사.
- 최광일 : 이장원 † 역 - 중앙지검 형사부 차장검사
- 윤정섭 : 박수사관 역 - 오랜 시간 아라와 함께 일해 온 베테랑 수사관
- 홍의준 : 강수사관 역 - 도환의 충직한 오른팔

### 법무법인 '강산' 관련 사람들
- 김창완 : 서현규 역 - 법무법인 '강산'의 대표, 지한의 아버지.
- 유환 : 서지한 역 - 현규의 아들, 로펌 강산의 후계자.
- 김히어라 : 태형욱 실장 역 - 현규의 개인 경호원 겸 비서, 현규의 지시라면 무엇이든 다 수행하는 충성스런 사냥개.

### 그 외 인물
- 김금순 : 진정 모 역 - 쿨한 성격의 소유자이지만 속으로는 진정의 걱정에 바람 잘 날 없는 엄마
- 신승환 : 유진철 역 - 강남 유흥업소를 운영하는 건달
- 정재원 : 민구 역 - 전국구 조직 백곰파의 3인자, 은지가 필요할 때 부르면 언제든 달려오는 충직한 부하.
- 이우성 : 김효준 역 - 서초동 살인사건 범인으로 지목된 택배기사
- 이효나 : 박예영 역
- 김정영 : 장재희 교수 역
- 미상 : 형사 역
- 미상 : 한수빈 역
- 배제기 : 정재훈 역 - 부검의
- 미상 : 장재희 역
- 임예은 : 이장원의 딸 역
- 미상 : 이장원의 손녀 역
- 박진영 : 법무부 장관 역
- 미상 : 기자 역
- 미상 : 영장 판사 역

### 특별 출연
- 이종혁 : 진강우 역 † - 진정의 아버지

## 시청률
최저 시청률과 최고 시청률은 시청률 조사회사와 지역별로 시청률에 차이가 있을 수 있습니다.
| 2022년 | 2022년    | 2022년         | 2022년       | 2022년 |
| 회차   | 방송일    | AGB 시청률     | AGB 시청률   |        |
| 회차   | 방송일    | 대한민국(전국) | 서울(수도권) |        |
| ------ | --------- | -------------- | ------------ | ------ |
| 제1회  | 10월 5일  | 4.3%           | 4.1%         |        |
| 제2회  | 10월 6일  | 5.0%           | 4.8%         |        |
| 제3회  | 10월 12일 | 4.6%           | 4.3%         |        |
| 제4회  | 10월 13일 | 5.0%           | 4.7%         |        |
| 제5회  | 10월 19일 | 4.3%           | 4.1%         |        |
| 제6회  | 10월 20일 | 5.1%           | 4.8%         |        |
| 제7회  | 10월 26일 | 5.0%           | 5.2%         |        |
| 제8회  | 10월 27일 | 5.6%           | 5.7%         |        |
| 제9회  | 11월 2일  | 6.3%           | 6.7%         |        |
| 제10회 | 11월 3일  | 6.2%           | 6.0%         |        |
| 제11회 | 11월 9일  | 4.7%           | 4.5%         |        |
| 제12회 | 11월 10일 | 6.3%           | 5.9%         |        |

## 편성 변경
- 2022년 10월 27일 : KBS 스포츠 《2022 KBO리그 플레이 오프 3차전 LG 트윈스 vs 키움 히어로즈》 중계 편성으로 인해 오후 10시로 편성 변경 (8회)

## 수상
- 2022 KBS 연기 대상 베스트 커플상 (디오, 이세희)
- 2022 KBS 연기 대상 남자 부문 인기상 (디오)
- 2022 KBS 연기 대상 여자 부문 인기상 (이세희)
- 2022 KBS 연기 대상 남자 부문 최우수상 (디오)

## 참고 사항
- 최광일, 김창완은 SBS 금토 드라마 《왜 오수재인가》 이후 3개월 만에 다시 만나 캐스팅 됐다.

## OST
- Part 1 : 트웰브 - DEEP END (2022.10.06 발매)
- Part 2 : 루시 (LUCY) - 작은 별 (2022.10.13 발매)
- Part 3 : 디오 (D.O.) - Bite (2022.10.19 발매)
- Part 4 : 수호 (SUHO) - Call me a Freak (2022.10.27 발매)
- Part 5 : 래원 (Layone) - 진검승부 (2022.11.03 발매)
- Part 6 : 한동근 - 쓰다 (2022.11.09 발매)
- Part 7 : 츄더 (Chuther) - Believe (2022.11.10 발매)